# Mohammadpur
Mohammadpur è un sottodistretto (upazila) del Bangladesh situato nel distretto di Magura, divisione di Khulna. Si estende su una superficie di 234,29 km² e conta una popolazione di 207.905 abitanti (dato censimento 2011).